# Recesión económica en Venezuela (1983-1998)
La recesión económica de Venezuela ocurrida durante las décadas de 1980 y 1990 comenzó con el Viernes Negro en 1983 y tuvo consecuencias sociales y políticas importantes.
Después del Viernes negro se desató una crisis económica que se mantuvo presente durante el gobierno de Jaime Lusinchi y entre 1987 y 1998 hubo más de 30% de inflación anual consecutiva, durante los gobiernos de Carlos Andrés Pérez, Ramón José Velázquez y Rafael Caldera. Para 1992, 10 de los 19 bancos más importantes del país estaban prácticamente insolventes, lo que llevó a déficit fiscal en 1994 que colapsó el sector económico privado nacional en la crisis bancaria en la que cerraron numerosos bancos.
En efecto en 1994 se desata una gran crisis bancaria en el país que se inicia con la quiebra del Banco Latino y el Grupo Latinoamericana Progreso al cual pertenecían el Banco Progreso y el Banco República, además de arrastrar a otros bancos como el Banco Metropolitano, Banco Principal, Banco La Guaira (antes Banco La Guaira Internacional), Banco Italo Venezolano, Confinanzas, Banco Construcción (antes Banco de la Construcción y de Oriente), Cremerca y al banco más antiguo para el momento en el país, el Banco de Maracaibo.
Para 1996 la inflación era de 103,7%, la inflación descendió y ese récord no sería superado hasta 2015.
Por otro lado, el desempleo y la pobreza se elevaron considerablemente. Para 1994, la pobreza era de 54,7% y para 1999, cuando Caldera terminó su gobierno, era de 50% a 80% a nivel nacional. 

## Causas
La economía de Venezuela históricamente ha estado orientada a las exportaciones del petróleo y sus derivados, y ha sido dependiente de las importaciones de importantes rubros.
Los precios del petróleo se desplomaron en las décadas de 1980 y 1990, lo que se tradujo en menos ingresos, sumado todo a la alta deuda externa de Venezuela, que acababa de salir de la llamada década perdida de América Latina.

## Historia

### Gobierno de Luis Herrera Campíns

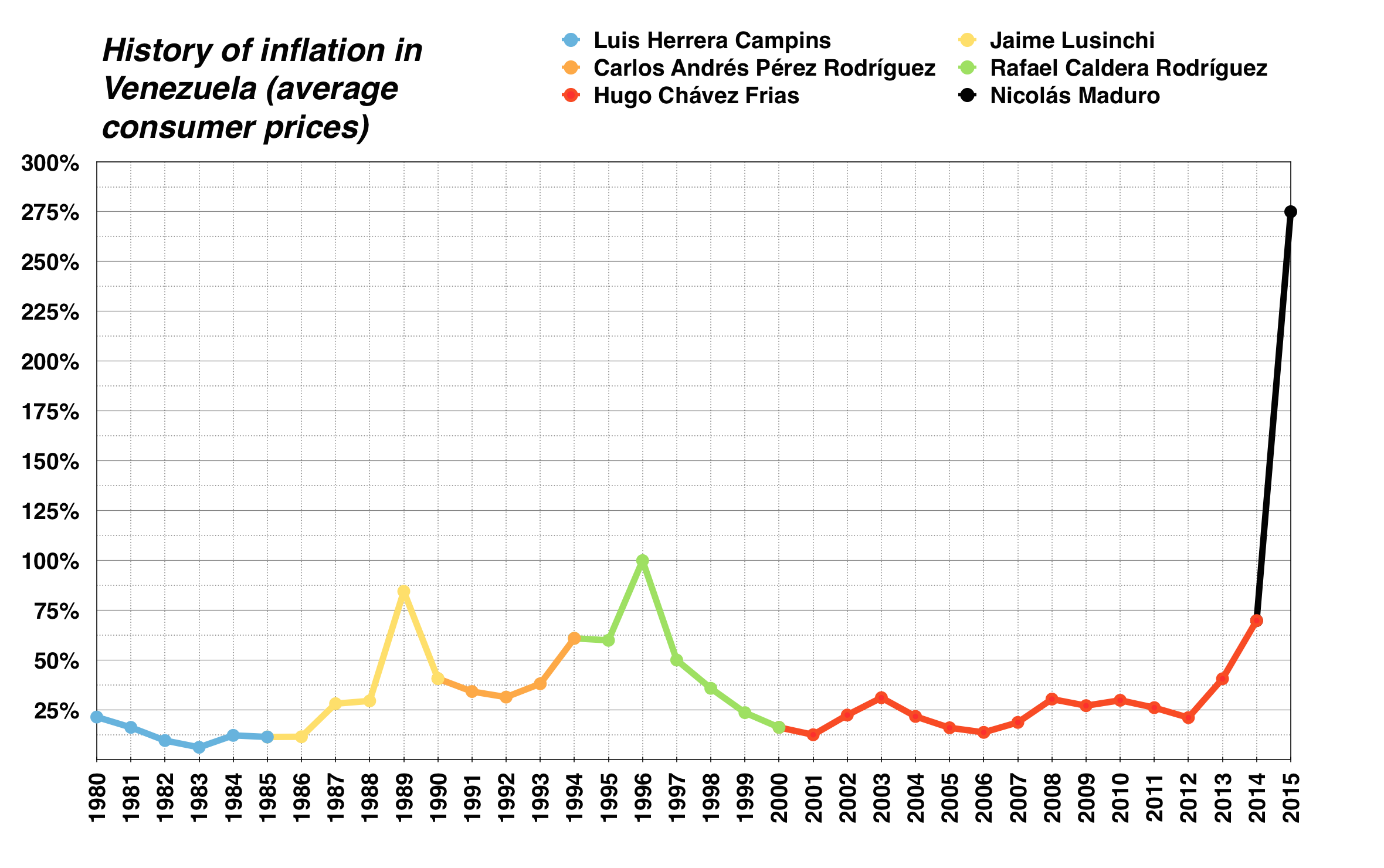
Inflación entre 1983 y 1998 entre el color azul y el verde.

Para 1983 había estallado una crisis económica en México que trajo como consecuencia tensiones en la banca internacional, al mismo tiempo que disminuían los ingresos petroleros en Venezuela, por lo cual el Gobierno de Luis Herrera Campíns implantó un control de cambios llamado RECADI, tras casi dos décadas de tener un sistema económico de libre convertibilidad del bolívar de tipo de cambio fijo. Esto trajo como consecuencia incertidumbre económica, reducción de la inversión privada, fuga de capitales, la disminución de las reservas internacionales y dificultad para pagar a tiempo la deuda externa.

### Gobierno de Jaime Lusinchi
Cuando Jaime Lusinchi asumió la presidencia en 1984, se planteó entonces alcanzar el equilibrio fiscal y se comprometió a pagar la deuda externa, y aunque rehusó llegar a acuerdo con el FMI, decidió recortar el gasto público en todos los campos. En 1986, la Confederación de Trabajadores de Venezuela (CTV) presiona a Lusinchi a que modifique su política restrictiva debido al costo social de la misma, Acción Democrática hace lo mismo, preocupada por el costo político. De esta manera, Lusinchi dio marcha atrás e incrementa de nuevo el gasto público, a pesar de que no cuenta con recursos para mantenerlo siquiera a corto plazo. Aunque PDVSA logra la proeza de incrementar la producción petrolera en 12% en un año, esto sigue siendo insuficiente para el enorme gasto del gobierno, que entonces se apropia del superávit fiscal de años anteriores, resguardado en la Tesorería, y además devaliuó el bolívar frente al dólar (de 7.5 Bs./$ a 14.5 Bs./$). Sin embargo, el déficit estatal siguió creciendo, y finalmente Lusinchi hace uso de las reservas internacionales, las cuales en meses son reducidas a la relativamente pequeña cifra de 300 millones de dólares, sin tomar las reservas en oro, que no fueron tocadas.
La devaluación constante del bolívar, el crecimiento de la deuda externa trajo complicaciones con el pago de la deuda, el acelerado deterioro del poder adquisitivo y el RECADI, que funcionó hasta el 10 de febrero de 1989 (que tuvo serios vicios de corrupción durante el gobierno de Jaime Lusinchi) hicieron desaparecer la estabilidad cambiaria de la moneda venezolana.

### Segundo gobierno de Carlos Andrés Pérez

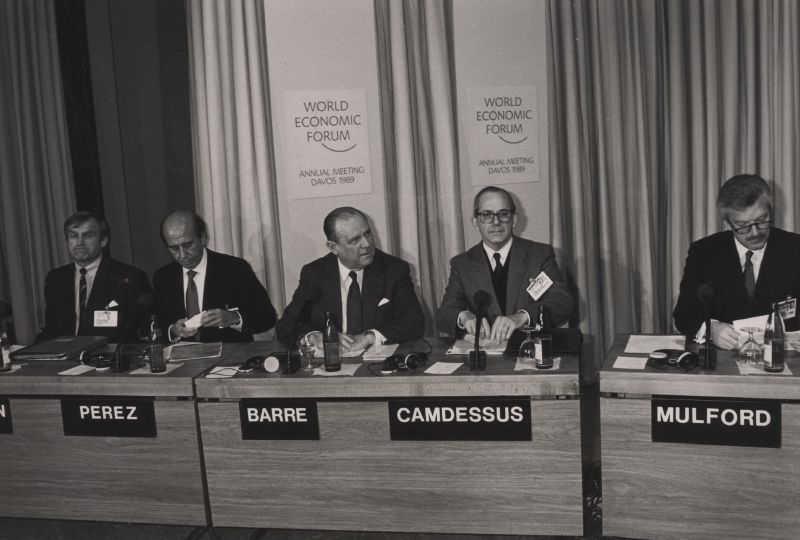
Carlos Andrés Pérez en el Foro Económico Mundial en 1989.

Las reservas internacionales de Venezuela eran de sólo $ 300 millones de dólares en el momento de la elección de Carlos Andrés Pérez a la presidencia. De esta manera, a su llegada al poder en 1989, Carlos Andrés Pérez se encuentra un país con casi inexistentes reservas internacionales, un déficit fiscal de 6.1% del PIB, un complejo control de cambio que ha sobrevaluado la moneda, y una inflación que alcanza el 29.5% a pesar de que existe un control de precios.

### Segundo gobierno de Rafael Caldera
Según René Salgado en su investigación sobre gobierno y economía en Venezuela, «el rescate del sector financiero por parte del Gobierno garantizó aproximadamente 6 mil millones de dólares a los depositantes, lo que representó aproximadamente el 75 por ciento del presupuesto nacional anual y un alarmante 13 por ciento del producto interno bruto. Otras quiebras bancarias continuaron a lo largo del año y hasta 1995».
El 27 de junio Caldera anunció la suspensión temporal de las garantías constitucionales y un control de cambios y de precios como salidas impostergables frente a la severa inestabilidad del sistema financiero.  Según el Ministerio de Hacienda, «la totalidad de recursos que la Nación debió destinar durante el año 1994 para asistir a las instituciones financieras intervenidas y estatizadas se elevó a la suma de 1.037.043 millones de bolívares», equivalente al 12% del producto bruto de ese año.
En 1996 se registró una alta inflación, cuando alcanzó la cifra anual de tres dígitos, con 103,7%. En 1998 la clase media constituía el 11% del país.

## Repercusión histórica
La crisis económica convivió e incluso desarrolló a su vez otras crisis políticas: el Caracazo en 1989, la destitución del presidente Carlos Andrés Pérez y la suspensión temporal de las garantías constitucionales, declarada por el presidente Caldera en junio de 1994, que fueron restituidas debido a la oposición que generó el hecho.